# Jacinto Fernández Ampón
Jacinto Fernández Ampón (1876-1936) fue un militar español.

## Biografía
Nació en Manila (Filipinas) el 17 de enero de 1876, e ingresó en el Ejército como Alumno de la Academia de Infantería el 30 de agosto de 1894. Ascendió a segundo Teniente, por promoción, en 1896; a primer Teniente en 1897, por mérito de guerra y a Capitán en 1901. Concurrió a la campaña de Filipinas.
El 10 de octubre de 1930 es designado para el mando de la zona de reclutamiento de Oviedo.
El 5 de marzo de 1934 ascendió al rango de general de brigada. Con fecha 27 de marzo fue nombrado General de la 1.ª Brigada de Montaña, con base en Gerona y Comandante Militar de la plaza.  Poseía las condecoraciones siguientes: Seis Cruces rojas de 1.ª clase del Mérito militar, tres de ellas pensionadas; Mención honorífica y Medalla de Luzón. Según algunos autores, habría sido miembro de la masonería.
En julio de 1936 formaba parte de la conspiración militar contra el gobierno de la República y era decididamente partidario de la sublevación. La mañana del 19 de julio, tal y como estaba acordado y después de que la guarnición de Barcelona se hubiera sublevado, Fernández Ampón subleva a la guarnición de Gerona. Sin embargo, a lo largo del día las noticias del fracaso de la intentona en Barcelona desalientan a los conspiradores, muchos de los cuales huyen a Francia o se esconden. Fernández Ampón dio orden a las tropas de volver a sus cuarteles, momento en el que numerosos soldados desertaron y huyeron por las calles. Fue capturado por las fuerzas republicanas y trasladado a Barcelona. Internado en el barco-prisión Uruguay, el buque fue asaltado por milicianos en una respuesta de revuelta por un ataque fascista y Fernández Ampón fue fusilado junto a otros detenidos derechistas en los fosos del castillo de Montjuic.